# Санаева, Елена Всеволодовна
Еле́на Все́володовна Сана́ева (род. 21 октября 1942, Куйбышев, СССР) — советская и российская актриса театра и кино, общественный деятель; народная артистка Российской Федерации (2022). С 2009 года — актриса театра «Школа современной пьесы».
Вдова кинорежиссёра, сценариста, актёра, народного артиста СССР Ролана Быкова.

## Биография
Родилась 21 октября 1942 года в семье киноактёра Всеволода Васильевича Санаева и Лидии Антоновны Гончаренко.
Санаева окончила ГИТИС (1966, мастерская Михаила Царёва). С 1967 года — актриса Театра-студии киноактёра в Москве.
Дебютировала на экране в 1967 году в фильме «Генерал Рахимов». Санаева подавала большие надежды — высокая, стройная, красивая, она готовилась играть героинь. Её заметил и начал снимать Василий Шукшин. Однако всё в её жизни и творчестве перевернула встреча с Роланом Быковым. Они встретились в 1972 году. Быкову было 43, Санаевой — 29. Их пригласил режиссёр с «Ленфильма» Юрий Рогов сняться вместе в фильме «Докер».
После того, как Быков и Санаева снялись вместе в «Приключениях Буратино», Елену Всеволодовну перестали приглашать на роли героинь. Она стала хара́ктерной актрисой, на которую больше обращали внимание постановщики кинокомедий. А вскоре в кинематографическом мире и вовсе решили, что снимать Санаеву — прерогатива Быкова. И действительно, в ряде фильмов они работали «на пару»: «Дни хирурга Мишкина», «Деревня Утка», «Искренне Ваш…», «Свадебный подарок», «Подсудимый», «Жил-был настройщик», «Русский паровоз».
Елена Санаева — яркая исполнительница небольших хара́ктерных ролей. Среди лучших работ в кино: «Приключениях Буратино», «Пена», «Приключения Али-Бабы и сорока разбойников», «Тайна „Чёрных дроздов“», «Чучело». Ролью лисы Алисы в «Приключениях Буратино» Елена Санаева вошла в золотой фонд советского кино.
Елена Санаева активно занималась общественной деятельностью. Будучи вице-президентом «Детского фонда имени Ролана Быкова», устраивала акции и выставки, выезжала на фестивали детского творчества. В 1999 году выпустила книгу-альбом памяти Ролана Быкова.
С 2009 года — актриса театра «Школа современной пьесы» под руководством Иосифа Райхельгауза. В 2009 году выпустила в издательстве «АСТ» книгу Ролана Быкова «Заколдованная принцесса». Там же вышли дневники Ролана Быкова «Я побит, начну сначала» (2010) и «Стихи Ролана Быкова» (2010).

### Семья
Дед по отцовской линии — Василий Санаев, работал на Тульской гармонной фабрике.
Отец — Всеволод Санаев (1912—1996), народный артист СССР (1969). Мать — Лидия Антоновна Санаева (в девичестве Гончаренко, 1918—1995).
Брат — Алексей, умер в детстве во время Великой Отечественной войны.
Первый муж — инженер Владимир Конузин, окончил авиационно-технологический институт. Сын — Павел Санаев (род. 1969), писатель, актёр, режиссёр, сценарист, продюсер, переводчик, общественный деятель и журналист.
Второй муж — Ролан Быков (1929—1998), актёр, кино- и театральный режиссёр, сценарист, педагог, народный артист СССР (1990).

## Творчество

### Работы в театре
- «Русское Варенье» Людмилы Улицкой — Маканя
- «Дом» Евгения Гришковца — Валентина Николаевна и бабушка
- «Звёздная Болезнь» (спектакль «своими словами») — мама героя
- «Аккомпаниатор» Александра Галина — Сверчкова
- «Медведь» Дмитрия Быкова
- «Дурочка и зэк» Владимира Лидского (2015) — тетя Дурочки
- «Фаина. Эшелон» (2020) Иосифа Райхельгауза — Фаина

### Фильмография
- 1968 — По Руси — Капитолина
- 1969 — Главный свидетель — Мария Семёновна Каплунцова, подсудимая вдова
- 1969 — Странные люди — Лена Рязанцева, дочь Матвея
- 1972 — Доверие — Марьяна Трофимова
- 1972 — Печки-лавочки — Леночка Степанова, попутчица
- 1973 — Докер — Варвара
- 1973 — За облаками — небо — Тамара
- 1974 — Свой среди чужих, чужой среди своих — невеста (эпизод)
- 1975 — На ясный огонь — Нина Викторовна Дубасова, баронесса
- 1975 — Честное волшебное — Сойдёт-и-так, злая волшебница
- 1976 — Приключения Буратино — лиса Алиса
- 1976 — Деревня Утка — Таисия, мама Оли
- 1976 — Дни хирурга Мишкина — Таисия, мать Веры
- 1976 — Додумался, поздравляю! — попутчица в поезде «Москва — Находка» (в титрах: Л. Санаева)
- 1977 — Нос — дочь Подточиной
- 1978 — Искушение — Лена
- 1978 — Месяц длинных дней (телеспектакль) — Марина
- 1978 — По улицам комод водили — пассажирка
- 1979 — Жил-был настройщик — Лена
- 1979 — Приключения Али-Бабы и сорока разбойников — дух пещеры Сим-Сим
- 1979 — Пена — Тамара
- 1980 — Амнистия — Рогнеда Ивановна Божешуткова
- 1981 — Куда исчез Фоменко? — подруга Алины
- 1982 — Свадебный подарок — Ольга, актриса
- 1982 — Частная жизнь — Марина, дочь Абрикосова от первого брака, врач
- 1983 — Тайна «Чёрных дроздов» — Дженнифер Фортескью
- 1983 — Чучело — Маргарита Ивановна Кузьмина, классный руководитель
- 1985 — Законный брак — сестра Игоря
- 1985 — Искренне Ваш… — Нина, актриса театра
- 1985 — Подсудимый — Ирина Андреевна, председатель суда
- 1987 — Без солнца — Квашня
- 1987 — Кувырок через голову — Лина, мама Богданова
- 1987 — На исходе ночи — эпизод
- 1988 — Раз, два — горе не беда! — Андреевна
- 1989 — Оно — Ираида Лукинична Палеологова
- 1990 — Я сюда больше никогда не вернусь — мама Любы
- 1991 — Вне — наркоманка
- 1995 — Русский паровоз — мадам Шапшикина, секретарша Сильвера
- 2001 — Не покидай меня, любовь — Аллочка, журналистка
- 2006 — Глазами волка
- 2007 — Нулевой километр — Ольга Сергеевна
- 2007 — Новая старая сказка — Баба Яга
- 2011 — Золотая рыбка в городе N
- 2011 — Время для двоих — Тата, подруга Жени
- 2013 — Парфюмерша — Таисья Константиновна, мать Натальи
- 2014 — Умник — Анна Андреевна, домработница
- 2015 — Отдел — мать Ольги Ильиной
- 2015 — Медсестра — Римма Владимировна, мать Анны
- 2016 — Следствие любви — Светлана Алексеевна Демьянова, мама Нади
- 2016 — Парфюмерша 2 — Таисья Константиновна, мать Натальи
- 2018 — Дневник новой русской — мама Нади
- 2020 — Водоворот — мать Марины
- 2021 — Добро пожаловать в семью — Дина Моисеевна Радишевская

### Озвучивание мультфильмов
- 1984 — Слонёнок пошёл учиться — Волчица
- 1985 — Боцман и попугай 4 — Ворона
- 1986 — 1987 — Приключения пингвинёнка Лоло — Лала, мама Лоло
- 1987 — Счастливый Григорий — утка Маша
- 1988 — Кошка, которая гуляла сама по себе — Корова
- 1994 — Ах, эти жмурки! — свинья Лауренсия
- 2006 — Вверх ногами

### Озвучивание аудиоспектаклей
- 1978 — Невероятные приключения Буратино и его друзей — лиса Алиса (вокал)

## Награды и звания
- Заслуженная артистка РСФСР (18 апреля 1990 года)[3]
- Орден Дружбы (22 января 2010 года) — за заслуги в развитии отечественной культуры и искусства, многолетнюю плодотворную деятельность[4]
- Лауреат театральной премии «МК» — 2021 В номинации: Лучшая женская роль за роль в спектакле «ФАИНА. ЭШЕЛОН» (2021)[5]
- Лауреат 12-й Российской национальной актёрской премии «Фигаро» имени Андрея Миронова (2022)[6]
- Народная артистка Российской Федерации (1 апреля 2022 года) — за большие заслуги в развитии театрального и кинематографического искусства[7]

## Общественная позиция
В 1996 году была среди деятелей культуры и науки, призвавших российские власти остановить войну в Чечне и перейти к переговорному процессу.